# مهرويية بايين (مقاطعة فارياب)
مهرويية بايين (بالفارسية: مهروییه پایین) هي قرية تقع في البلدة المركزية في إيران. يقدر عدد سكانها بـ 727 نسمة بحسب إحصاء 2016.